# Nijō Haruyoshi
Nijō Haruyoshi (二条 晴良 1526 – 1579?) fue un kuge (cortesano) que actuó de regente a finales de la era Muromachi y comienzos de la era Azuchi-Momoyama. Fue hijo del regente Nijō Korefusa.
Ocupó la posición de kanpaku del Emperador Go-Nara entre 1548 y 1553 y kanpaku del Emperador Ōgimachi entre 1568 y 1578.
Contrajo matrimonio con una hija del Príncipe Fushimi-no-miya Sadaatsu, y tuvieron como hijos a Kujō Kanetaka, Nijō Akizane y a Takatsukasa Nobufusa.